# Torneo americano maschile di pallacanestro di qualificazione alle Olimpiadi 1988
Il Torneo americano di qualificazione alle Olimpiadi 1988 (ufficialmente American Olympic Qualifying Tournament for Men), anche noto come FIBA Americas Championship 1988, si è svolto dal 22 al 31 maggio 1988 a Montevideo in Uruguay.
Il torneo è stato vinto dal Brasile, che ha sconfitto in finale Porto Rico. Oltre a queste due squadre, anche il Canada, terzo classificato, ha ottenuto la qualificazione alle olimpiadi di Seoul.

## Squadre partecipanti
- Argentina
- Brasile
- Canada
- Messico
- Porto Rico
- Uruguay
- Venezuela

## Classifica finale
| Campione d'America | Campione d'America | Campione d'America |
| --- | ------------------ | --- |
| Brasile4 Paulinho, 5 Maury, 6 Gerson, 7 Pipoka, 8 Rolando, 9 Cadum, 10 Guerrinha, 11 Marcel, 12 Luiz Felipe, 13 Paulão, 14 Oscar, 15 Israel, All. Ary Vidal |                    | |
| Argento | Porto Rico         | Porto Rico4 Ortiz, 5 López, 6 Gause, 7 Ocasio, 8 Mincy, 9 Pellot, 10 Cruz, 11 Ramos, 12 Morales, 13 É. de León, 14 F. de León, 15 Rivas, All. Armando Torres            |
| Bronzo | Canada             | Canada4 Kristmanson, 5 Turcotte, 6 Pasquale, 7 Tilleman, 8 Clarke, 9 Triano, 10 Walton, 11 Hatch, 12 Mungar, 13 Raffin, 14 Yearwood, 15 Bekkedam, All. Jack Donohue     |
| 4. | Uruguay            | Uruguay4 Medrick, 5 Larrosa, 6 Pierri, 7 Núñez, 8 Szczygielski, 9 Perdomo, 10 Peinado, 11 Pagani, 12 Moglia, 13 Tito, 14 Mignone, 15 López, All. Javier Espíndola       |
| 5. | Argentina          | Argentina4 Merlo, 5 Richotti, 6 Villar, 7 Raffaelli, 8 Uranga, 9 Filloy, 10 Aispurúa, 11 Cortijo, 12 Faggiano, 13 Scolari, 14 Pérez, 15 González, All. Alberto Finguer  |
| 6. | Messico            | Messico4 León, 5 Reyes, 6 Gallardo, 7 R. González, 8 E. González, 9 Torres, 10 Sille, 11 López, 12 Sánchez, 13 Arroyos, 14 Gómez, 15 Mena, All. Jorge Toussaint         |
| 7. | Venezuela          | Venezuela4 Aguilera, 5 Parisi, 6 Becker, 7 Solórzano, 8 González, 9 Elhawi, 10 Echenique, 11 Herrera, 12 Sosa, 13 Estaba, 14 Olivares, 15 Palacios, All. Pedro Espinoza |